# Moor Island
Moor Island är en ö i Kanada.   Den ligger i territoriet Nunavut, i den östra delen av landet, 2 200 km nordväst om huvudstaden Ottawa. Arean är 11,4 kvadratkilometer.
Terrängen på Moor Island är mycket platt. Öns högsta punkt är 50 meter över havet. Den sträcker sig 3,5 kilometer i nord-sydlig riktning, och 6,5 kilometer i öst-västlig riktning.
Trakten runt Moor Island består i huvudsak av gräsmarker. Trakten runt Moor Island är nära nog obefolkad, med mindre än två invånare per kvadratkilometer.